# Egyesült Baloldal (Lengyelország)
Nem tévesztendő össze a spanyol baloldali párttal, lásd: Egyesült Baloldal (Spanyolország).
A lengyel Egyesült Baloldal (Zjednoczona Lewica) – baloldali koalíció, amit Barabara Nowacka hozott létre 2015-ben Lengyelországban. A pártok, melyek csatlakoztak az Egyesült Baloldalhoz: Baloldali Demokrata Szövetség, Lengyel Szocialista Párt, Zöld Párt, Fiatal Mozgalom és a Lengyel Egyesült Munkáspárt. Az Egyesült Baloldal 7,58 százalékot kapott a választásokon, így nem jutott be a parlamentbe, mivel 8 százalékot kellett volna hogy szerezzen, ezzel kiesett a Lengyel parlamentből.